# Registrske tablice Združenega kraljestva
Registracijske oznake za cestna vozila Združenega kraljestva (tudi "registrske tablice") so obvezne črkovnoštevilske oznake, ki se jih uporablja za prikaz registracijske oznake vozila. V Združenem kraljestvu obstajajo od leta 1904. Oznake so obvezne za vsa motorna vozila, ki se jih uporablja na javnih cestah, z izjemo vozil, ki jih vladujoči monarhi uporabljajo med uradnim časom.

## Velika Britanija

### Trenutni sistem

#### Znaki
Trenutni sistem za Veliko Britanijo je bil vpeljan 1. septembra 2001. Vsak registracijski vnos vsebuje sedem znakov z določenim formatom.
Od leve proti desni, so znaki sestavljeni iz:
- lokalne oznake, ki jo sestavljata največ dve črki, ki skupaj označujeta lokalno registracijsko pisarno. Z decembrom 2013 so se vse lokalne pisarne zaprle,[3] znaki pa še vedno predstavljajo regijo. Črke I, Q in Z se kot lokalni označevalci ne uporabljajo, z izjemo črke O pri kraju Oxford. Z se lahko uporablja le kot naključna črka.
  - Prva izmed teh dveh črk je mnemonika, ki predstavlja ime širšega območja, kjer se nahaja registracijska pisarna. To je namensko, da se lažje poišče, kot naključno kodo.[4][5] Recimo A se uporablja kot prvi znak na vseh registracijah, ki se jih je registriralo v treh pisarnah v okolici Vzhodne Anglije
- Označevalec starosti iz dveh znakov, ki se spremeni dvakrat letno, marca in septembra. Oznaka je lahko iz zadnjih dveh števk leta registracije, če je bila registrirana med marcem in avgustom (torej "10" za registracije med 1. marcem in 31. avgustom 2025), če pa je bila registrirana med septembrom in februarjem sledečega leta, pa se prišteje 50 tej vrednosti (torej "60" za registracije med 1. septembrom 2020 in 28. februarjem 2025);
- Tričrkovno zaporedje, ki identično ločuje vsako vozilo, ki ima enake prve štiri znake in starost. Črki I in Q se v tričrkovnem zaporedju ne uporabljata, saj se lahko pojavi žaljivo (tudi v drugih jezikih). Zaradi serijske porabe črk, je pogosto, da imajo avtomobili s "sosednjimi" črkami enakega proizvajalca.

Ta shema ima tri posebne prednosti:
- Kupec vozila iz druge roke lahko določi leto prve registracije brez prevelikega raziskovanja. Toda vozilo ima lahko številsko tablico, kjer je določevalec starosti starejši (a ne novejši) kot vozilo. Splošna razširitev znanja o delovanju "določevalca starosti" je vodila k temu, da se sedaj uporablja v prikazih starih avtomobilov namesto leta.
- Če se zgodi nesreča ali kriminal, povezan z vozilom, si očividci po navadi zapomnijo začetne oznake območja – tako lahko policisti takoj zmanjšajo osumljena vozila na veliko manjše število s preverjanjem podatkovne baze brez celotne številke.[6]
- Ta shema bi morala imeti dovolj kombinacij lokalnih oznak in določevalcev starosti ter naključnih črk, da bi delovala do 31. avgusta 2050.

#### Lokalne oznake
| Prva črka | Uradna lokalna mnemonika       | Pisarna DVLA | Druga črka (označevalec pisarne DVLA)                                                                         |
| --------- | ------------------------------ | --- | --- |
| A         | Anglija                        | Peterborough | A B C D E F G J K M N                                                                                         |
| A         | Anglija                        | rezervirano za izbrano izdajo | H L |
| A         | Anglija                        | Norwich | O P R S T U                                                                                                   |
| A         | Anglija                        | Ipswich | V W X Y |
| B         | Birmingham                     | Birmingham | A B C D E F G H J K L M N O P R S T U V W X                                                                   |
| B         | Birmingham                     | rezervirano za izbrano izdajo | Y |
| C         | Cymru (Wales)                  | Cardiff | A B C D E F G H J K L M N O                                                                                   |
| C         | Cymru (Wales)                  | Swansea | P R S T U V                                                                                                   |
| C         | Cymru (Wales)                  | Bangor | W X Y |
| C         | Cymru (Wales)                  | | |
| D         | Deeside                        | Chester | A B C D E F G H J K                                                                                           |
| D         | Deeside                        | Shrewsbury | L M N O P S T U V W X Y                                                                                       |
| D         | Deeside                        | rezervirano za izbrano izdajo | R |
| E         | Essex                          | Chelmsford | A B C E F G J K L M N O P R S T U V W X Y                                                                     |
| E         | Essex                          | rezervirano za izbrano izdajo | D H |
| F         | Forest in Fens                 | Nottingham | A B C D E F G H J K L M N P                                                                                   |
| F         | Forest in Fens                 | se ne uporablja | O U |
| F         | Forest in Fens                 | Lincoln | R S T V W X Y                                                                                                 |
| G         | Garden of England              | Maidstone | A B C D E F G H J K L M N                                                                                     |
| G         | Garden of England              | rezervirano za izbrano izdajo | O |
| G         | Garden of England              | Brighton | P R S T U V W X Y                                                                                             |
| H         | Hampshire in Dorset            | Bournemouth | A B C D E F G H J                                                                                             |
| H         | Hampshire in Dorset            | Portsmouth | K L M N P R S T U V X Y                                                                                       |
| H         | Hampshire in Dorset            | rezervirano za izbrano izdajo | O |
| H         | Hampshire in Dorset            | rezervirano za Otok Wight (izdaja v Portsmouthu) | W |
| K         | Ni uradne mnemonike[b]         | Borehamwood (nekdaj Luton)[c] | A B C D E F G H J K L                                                                                         |
| K         | Ni uradne mnemonike[b]         | Northampton | M N O P R S T U V W X Y                                                                                       |
| L         | London                         | Wimbledon | A B C D E F G H J                                                                                             |
| L         | London                         | Borehamwood (nekdaj Stanmore) | K L M N O P R S T                                                                                             |
| L         | London                         | Sidcup | U V W X Y |
| M         | Manchester in Merseyside       | Manchester | A B C D E F G H J K L M P T U V W X                                                                           |
| M         | Manchester in Merseyside       | rezervirano za otok Man (ni izdano) | N |
| M         | Manchester in Merseyside       | rezervirano za izbrano izdajo | O R S Y |
| N         | North                          | Newcastle | A B C D E F G H J K L M N O                                                                                   |
| N         | North                          | Stockton | P R S T U V W X Y                                                                                             |
| O         | Oxford                         | Oxford | A B C D E F G H J L M O P T U V W X Y                                                                         |
| O         | Oxford                         | rezervirano za izbrano izdajo | K N R S |
| P         | Preston                        | Preston | A B C D E F G H J K L M N O P R S T                                                                           |
| P         | Preston                        | Carlisle | U V W X Y |
| R         | Reading                        | Reading | A B C D E F G H J K L M N O P R S T V W X Y                                                                   |
| R         | Reading                        | rezervirano za izbrano izdajo | U |
| S         | Scotland[a]                    | Glasgow | A B C D E F G H J                                                                                             |
| S         | Scotland[a]                    | Edinburgh | K L M N O |
| S         | Scotland[a]                    | Dundee | P R S T |
| S         | Scotland[a]                    | rezervirano za izbrano izdajo | U |
| S         | Scotland[a]                    | Aberdeen | V W |
| S         | Scotland[a]                    | Inverness | X Y |
| V         | Severn Valley                  | Worcester | A B C E F G H J K L M N O P R S T U V X Y                                                                     |
| V         | Severn Valley                  | rezervirano za izbrano izdajo | D W |
| W         | West of England                | Exeter | A B D E F G H J                                                                                               |
| W         | West of England                | rezervirano za izbrano izdajo | C |
| W         | West of England                | Truro | K L |
| W         | West of England                | Bristol | M N O P R S T U V W X Y                                                                                       |
| X         | Personal export (osebni izvoz) | - Beverley - Birmingham - Bristol - Chelmsford - Glasgow - Leeds - Lincoln - Maidstone - Manchester - Northampton - Norwich - Oxford - Stockton - Wimbledon | A (marec/september) B (april/oktober) C (maj/november) D (junij/december) E (julij/januar) F (avgust/februar) |
| X         | Personal export (osebni izvoz) | rezervirano za izbrano izdajo | G H J K L M N O P R S T U V W X Y                                                                             |
| Y         | Yorkshire                      | Leeds[d][e] | A B C D E F G H J K L                                                                                         |
| Y         | Yorkshire                      | Sheffield[d][e][f] | M N O P R S T U V                                                                                             |
| Y         | Yorkshire                      | Beverley[e] | W X Y |

#### Določevalci starosti
| Leto    | 1. marec – 31. avgust | 1. september – 28./29. februar |
| ------- | --------------------- | ------------------------------ |
| 2001/02 | Y[c]                  | 51                             |
| 2002/03 | 02                    | 52                             |
| 2003/04 | 03                    | 53                             |
| 2004/05 | 04                    | 54                             |
| 2005/06 | 05                    | 55                             |
| 2006/07 | 06                    | 56                             |
| 2007/08 | 07                    | 57                             |
| 2008/09 | 08                    | 58                             |
| 2009/10 | 09                    | 59                             |
| 2010/11 | 10                    | 60                             |
| 2011/12 | 11                    | 61                             |
| 2012/13 | 12                    | 62                             |
| 2013/14 | 13                    | 63                             |
| 2014/15 | 14                    | 64                             |
| 2015/16 | 15                    | 65                             |
| 2016/17 | 16                    | 66                             |
| 2017/18 | 17                    | 67                             |
| 2018/19 | 18                    | 68                             |
| 2019/20 | 19                    | 69                             |
| 2020/21 | 20                    | 70                             |
| 2021/22 | 21                    | 71                             |
| 2022/23 | 22                    | 72                             |
| 2023/24 | 23                    | 73                             |
| 2024/25 | 24                    | 74                             |
| 2025/26 | 25                    | 75                             |

| Leto    | 1. marec – 31. avgust | 1. september – 28./29. februar |
| ------- | --------------------- | ------------------------------ |
| 2026/27 | 26                    | 76                             |
| 2027/28 | 27                    | 77                             |
| 2028/29 | 28                    | 78                             |
| 2029/30 | 29                    | 79                             |
| 2030/31 | 30                    | 80                             |
| 2031/32 | 31                    | 81                             |
| 2032/33 | 32                    | 82                             |
| 2033/34 | 33                    | 83                             |
| 2034/35 | 34                    | 84                             |
| 2035/36 | 35                    | 85                             |
| 2036/37 | 36                    | 86                             |
| 2037/38 | 37                    | 87                             |
| 2038/39 | 38                    | 88                             |
| 2039/40 | 39                    | 89                             |
| 2040/41 | 40                    | 90                             |
| 2041/42 | 41                    | 91                             |
| 2042/43 | 42                    | 92                             |
| 2043/44 | 43                    | 93                             |
| 2044/45 | 44                    | 94                             |
| 2045/46 | 45                    | 95                             |
| 2046/47 | 46                    | 96                             |
| 2047/48 | 47                    | 97                             |
| 2048/49 | 48                    | 98                             |
| 2049/50 | 49                    | 99                             |
| 2050/51 | 50                    | 00                             |

cLast year identifier from previous system 

## Ostali formati

### Vojna vozila
V drugi svetovni vojni so imela vozila britanske vojske registracijske oznake A12104 in kraljevo vojno letalstvo RAF  208343Od leta 1949 so britanska vojna vozila večinoma ali v obliki dveh števk, dveh črk, dveh števk (recimo 07  CE  08),   ali od leta 1995 naprej, dve črki, dve števki, dve črki (recimo JW  57  AB).   Do sredine 1980. let sta srednji dve črki označevali oboroženo službo ali vejo ali kategorijo vozila.   Na primer avtomobil vodje flote v obdobju 1983–85 je bil 00  RN  04, avtomobil prvega vodje pomorstva je bil 00  RN  01 in drugega vodje pomorstva je bil 00  RN  02 . Včasih so dobili tudi civilne tablice zaradi varnosti.   Leta 1970 je eden izmed HMS Albionovih Land Roverjev bil 25  RN  97 in eden izmed HMS Bulwarkovih ladijskih minibusov je bil 04 RN 84. Vozila Kraljeve zračne sile so imela številke, kot so 55 AA 89, kjer je bila po navadi prva črka A, nove oznake RAF, pa so kot RZ 00 AA in RU 86 AA.
Vojaške tablice so še vedno pogosto v shemi srebrno/belo na črnem, ki so se uporabljale za civilne tablice pred letom 1973 in so lahko predstavljene v eni, dveh ali treh vrstah znakov.